# Pierre Thouvenot
Pour les articles homonymes, voir Thouvenot.
Pierre Thouvenot, né le 9 mars 1757 à Toul dans les Trois-Évêchés et mort le 21 juillet 1817 à Orly, dans le Val-de-Marne, est un général français de la Révolution et de l’Empire. Il est inhumé au cimetière ancien de Saint-Germain-en Laye.

## Biographie
Il est né le 9 mars 1757 à Toul, où son père Jean, marié à Pierrette Bogotte depuis le 18 avril 1752, exerce la profession de menuisier. Ingénieur-géographe du roi en novembre 1774, il intègre peu après la prestigieuse école d'artillerie de La Fère, d'où il sort aspirant en décembre 1779. Sous-lieutenant à la compagnie d'artillerie de l'île de Ré, il embarque en septembre 1780 pour la Guadeloupe. 
Dans la mer des Caraïbes, il participe, contre les Anglais à la guerre d'indépendance des États-Unis, et se distingue notamment à l'attaque de Sainte-Lucie en avril 1781, puis à la prise de l'île de Tobago le 2 juin 1781. Demeuré dans le golfe du Mexique après le traité de Paris, pour y accomplir diverses missions de renseignements, il devient lieutenant au régiment d'artillerie des Colonies le 1er mai 1786, puis reçoit sa commission de capitaine le 20 février 1788.
Passé de la l'artillerie de marine à l'artillerie métropolitaine, il est d'abord employé en tant qu'inspecteur en 1791, puis, directeur de la fonderie d'Indret, à l'embouchure de la Loire. Peu de temps après, Charles François Dumouriez alors commandant de l'armée du Nord, qui l'a bien connu à Nantes, le fait venir à ses côtés pendant la campagne de Belgique. Colonel le 1er décembre 1792, il devient le chef d'état-major de l'armée qui se prépare à envahir la Hollande. Après la défaite de Neerwinden le 18 mars 1793, concédée face aux troupes du prince de Cobourg, Charles François Dumouriez passe dans le camp autrichien le 5 avril, non pas accompagné du colonel Thouvenot comme l'ont longtemps prétendu à tort la plupart des historiens, mais du maréchal de camp Jacques Thouvenot, ami et confident du général en chef, et frère aîné du colonel Thouvenot[réf. nécessaire]. Néanmoins, pour la Convention, ce dernier du fait de sa situation personnelle et de ses responsabilités, apparaît comme un suspect, sinon un coupable. Un mandat d'arrêt lancé contre lui contraint le colonel Pierre Thouvenot à fuir en Belgique où il est arrêté par les Autrichiens, incarcéré à la prison de Treurenberg, puis finalement libéré. Il se réfugie alors dans le duché de Brunswick, pays neutre, où il séjourne jusqu'en 1800. Il y fonde une usine de papiers peints, avant de rentrer en France et de retrouver sa place dans l'armée avec son grade de colonel.
Versé dans le corps expéditionnaire envoyé à Saint-Domingue, il est successivement chef d'état-major des unités commandées par les généraux Desfourneaux, Clauzel et Salme. Promu général de brigade le 15 octobre 1802, en récompense de sa conduite lors de la reprise de Port-de-Paix aux insurgés, il est aussitôt nommé commandant de l'artillerie de l'armée de Saint-Domingue. Il en devient le chef d'état-major le 10 avril 1803. En désaccord avec son chef le général Rochambeau, celui-ci le renvoie en France quelques mois plus tard.
Affecté à la 2e division du IIe corps de l'armée du Rhin en 1805, il participe aux opérations de la Grande Armée en Prusse et en Poméranie. Il y est successivement gouverneur de Wurtzbourg, Erfurt, Stettin et Stralsund. Avec la division Loison en 1807, il participe au siège de Colberg, où il est blessé le 14 juin.
Le 18 janvier 1808, il est envoyé en Espagne. Il est d'abord gouverneur de Saint-Sébastien en novembre, puis de Vitoria, chef du 4e gouvernement (provinces de Guipùzcoa, Alava et Biscaye) où il crée le corps des Gendarmes cantabres. Après la défaite du roi Joseph devant cette ville le 21 juin 1813, il intègre l'Armée des Pyrénées du maréchal Soult qui lui confie successivement divers commandements : une division de l'armée du Portugal du général Reille ; la 9e division de l'armée des Pyrénées, en remplacement du général Thomas Mignot de Lamartinière, grièvement blessé au pont de Berra le 31 août 1813 ; la division de réserve en remplacement du général Villatte, blessé.
Il est élevé au grade de général de division le 25 novembre 1813. De la mi-février au 5 mai 1814, il est gouverneur de Bayonne, commandant en chef des troupes qui retiennent sous les murs de la ville 39 000 soldats de l'armée de Wellington qui ne parviennent pas à faire plier la défense française. 
Commandant supérieur de Rochefort pendant les Cent-Jours, il retrouve son commandement à Bayonne au retour de Napoléon. Après Waterloo et la restauration de la monarchie, lui, qui a toujours manifesté une loyauté indéfectible à l'Empereur, est placé en non-activité le 10 août 1815, puis mis à la retraite le 9 septembre suivant.

## Distinctions

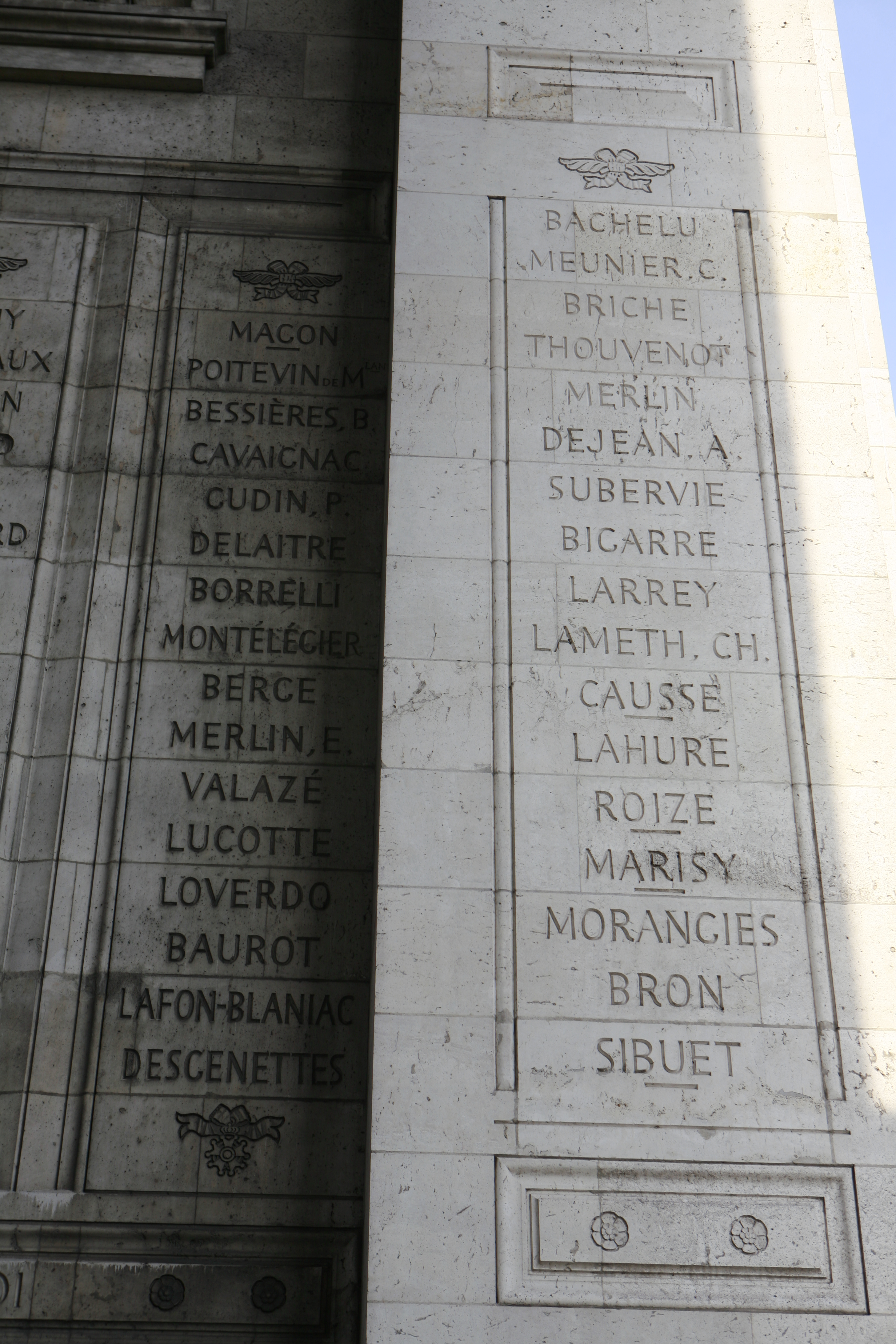
Pilier sud de l’Arc de triomphe de Paris.

Il fait partie des 660 personnalités à avoir son nom gravé sous l'Arc de triomphe de l'Étoile (pilier Sud, 30e colonne).
- Chevalier de l'ordre de Saint-Louis
- Officier de la Légion d'honneur le 30 juin 1811
- Titulaire de l'ordre de Saint-Joseph de Wurtzbourg
- Baron de l'Empire, le 13 février 1811.

## Famille
Le général Pierre Thouvenot laisse un enfant, Nicolas, né le 19 octobre 1804 de son mariage avec la créole Marie-Victoire de la Croix, veuve Lapouge qu'il épouse le 30 juin 1803 au Cap-Français (île de Saint-Domingue). Auparavant, de sa liaison avec une certaine Magdalena Mertz, il a eu deux garçons, non reconnus mais élèvés comme ses enfants légitimes, dont Alexandre Mertz.   
Il a deux frères et deux sœurs : 
- Jacques, son aîné, né le 20 janvier 1753, héros de Valmy et de Jemmapes, passé au service de l'empire d'Autriche en 1793, mort le 31 mars 1810 à Temeswar ;
- Christophe, né le 11 août 1754 ;
- Élisabeth, née le 12 mars 1756 ;
- Marie née le 30 mai 1758.

### Sources
- Service historique de la Défense (département Terre), château de Vincennes à Vincennes
- Archives du ministère de la Guerre autrichien, Minoritenplatz 1 à Vienne
- L'Oublié de la Gloire (Edhisto-éditions - 2011), par Daniel Thouvenot